# Pablo Zabaleta
Pablo Javier Zabaleta Girod (sinh 16 tháng 1 năm 1985) là một cựu cầu thủ bóng đá chuyên nghiệp người Argentina đã giải nghệ. Zabaleta có thể chơi được ở vị trí hậu vệ cánh trái, phải và cả vị trí tiền vệ phòng ngự. Anh được biết đến phong cách thi đấu bền bỉ.

## Sự nghiệp tại các Câu lạc bộ

### San Lorenzo
Sinh ra tại Buenos Aires, Zabaleta lớn lên ở Arrecifes, Argentina. Anh bắt đàu sự nghiệp của mình tại Club Atlético San Lorenzo de Almagro năm 2002, được ký hợp đồng với câu lạc bộ địa phương Obras Sanitarias vào độ tuổi 12. Anh bắt đầu chơi với vị trí tiền vệ phòng ngự và có thể chơi được ở vị trí hậu vệ cánh phải.

### Espanyol
Zabaleta chuyển sang thi đấu cho RCD Espanyol năm 2005 với giá 6 triệu € sau khi là đội trưởng của đội tuyển U20 Argentina đăng quang tại Giải vô địch bóng đá trẻ thế giới 2005.
Tháng 1 năm 2007, anh bị chấn thương vai và phải nghỉ thi đấu gần 3 tháng.

### Manchester City

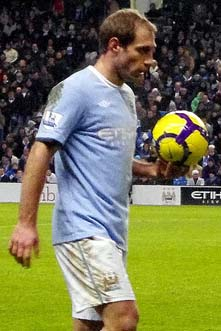
Pablo Zabaleta năm 2009

Mùa hè 2008, Zabaleta chuyển sang Premier League thi đấu cho Manchester City và trở thành cầu thủ được fan ưa thích sau khi từ chối chuyển sang Juventus và phát biểu khi gia nhập Man City: "lời đề nghị của Man City là không thể từ chối!". Anh vượt qua vòng kiểm tra y tế và ký hợp đồng 5 năm với Manchester City ngày 31 tháng 8 năm 2008 với phí chuyển nhượng không được tiết lộ, được tin là 12.45 triệu £. Zabaleta gia nhập đúng 1 ngày trước khi Manchester City được Sheikh Mansour, ông chủ của Abu Dhabi United Group mua và đầu tư lớn vào câu lạc bộ.
Mang chiếc áo số 5, Zabaleta ghi bàn thắng đầu tiên của mình cho Man City ngày 17 tháng 1 năm 2009, bàn thắng duy nhất trong trận thắng Wigan Athletic tại giải Ngoại hạng.
Ngày 21 tháng 11 năm 2010, Pablo Zabaleta ghi bàn thắng thứ 2 trong trận Manchester City thắng Fulham với tỉ số 4–1.
Ngày 1 tháng 1 năm 2011, Zabaleta chơi tròn 100 trận đấu cho Manchester City trên tất cả các đấu trường khi ra sân từ ghế dự bị trong trận thắng Blackpool 1–0 tại Eastlands. 2 tuần sau, ngày 15 tháng 1, Zabaleta có pha kiến tạo thứ 5 trong mùa giải trong chiến thắng 4-3 trước Wolves.
Ngày Chủ nhật 13 tháng 5 năm, Zabaleta ghi bàn thắng đầu tiên trong chiến thắng kịch tính 3–2 trước Queens Park Rangers, kết quả này đã giúp câu lạc bộ giành chức vô địch giải Ngoại hạng đầu tiên kể từ năm 1968.
Ngày 9 tháng 12 năm 2012, anh ghi bàn thắng thứ 2 trong trận thua 3–2 trước Manchester United. Ngày đầu tiên của năm mới, anh ghi bàn thắng mở đầu cho trận thắng 3–0 trên sân Etihad trước Stoke. Ngày 25 tháng 1, Zabaleta ghi bàn thắng thứ ba của mình trong mùa giải và là bàn thắng duy nhất trong trận thắng 1-0 trên sân khách trước Stoke City vòng 4 FA Cup. Bàn thắng đưa Manchester City vào tới vòng 5.

## Sự nghiệp quốc tế
Ở độ tuổi 14, Zabaleta được Hugo Tocalli gọi lên tuyển U-15 Argentina. Anh thi đấu trong nhiều giải trẻ bao gồm FIFA U-20 World Cup, 2003 và 2005, sau đó vô địch tại Hà Lan. Anh thi đấu trên 75 trận cho đội tuyển trẻ quốc gia, bắt đầu thi đấu cho đội tuyển quốc gia Argentina năm 2005. Anh cũng giành huy chương Vàng tại Olympics Bắc Kinh 2008, chơi ở vị trí hậu vệ cánh phải và chơi đủ cả sáu trận.
Sau giải FIFA World Cup 2010 mà Zabaleta không được lựa chọn, dưới triều đại HLV Argentina mới, anh trở thành lựa chọn số 1 ở vị trí hậu vệ cánh phải và đã chơi được 22 trận. Ngày 1 tháng 6 năm 2011 Zabaleta lần đầu được đeo băng đội trưởng cho đội tuyển Argentina trong trận giao hữu vớiNigeria

## Thống kê sự nghiệp
Tính đến 14 tháng 5 năm 2017
| Câu lạc bộ      | Mùa giải       | Giải đấu | Giải đấu | Cúp quốc gia¹ | Cúp quốc gia¹ | Cúp quốc tế² | Cúp quốc tế² | Tổng | Tổng |
| Câu lạc bộ      | Mùa giải       | Trận     | Bàn      | Trận          | Bàn           | Trận         | Bàn          | Trận | Bàn  |
| --------------- | -------------- | -------- | -------- | ------------- | ------------- | ------------ | ------------ | ---- | ---- |
| San Lorenzo     | 2002–03        | 11       | 0        | —             | —             | 1            | 0            | 12   | 0    |
| San Lorenzo     | 2003–04        | 27       | 3        | —             | —             | 3            | 0            | 30   | 3    |
| San Lorenzo     | 2004–05        | 28       | 5        | —             | —             | 9            | 0            | 37   | 5    |
| San Lorenzo     | Tổng           | 66       | 8        | 0             | 0             | 13           | 0            | 79   | 8    |
| Espanyol        | 2005–06        | 27       | 2        | 1             | 0             | 7            | 0            | 35   | 2    |
| Espanyol        | 2006–07        | 20       | 0        | 2             | 0             | 9            | 0            | 31   | 0    |
| Espanyol        | 2007–08        | 32       | 1        | 4             | 0             | —            | —            | 36   | 1    |
| Espanyol        | Tổng           | 79       | 3        | 7             | 0             | 16           | 0            | 102  | 3    |
| Manchester City | 2008–09        | 29       | 1        | 2             | 0             | 11           | 0            | 42   | 1    |
| Manchester City | 2009–10        | 27       | 0        | 8             | 0             | —            | —            | 35   | 0    |
| Manchester City | 2010–11        | 26       | 1        | 8             | 0             | 11           | 0            | 45   | 1    |
| Manchester City | 2011–12        | 21       | 1        | 5             | 0             | 5            | 0            | 31   | 1    |
| Manchester City | 2012–13        | 30       | 2        | 7             | 1             | 5            | 0            | 42   | 3    |
| Manchester City | 2013–14        | 35       | 1        | 7             | 0             | 6            | 0            | 48   | 1    |
| Manchester City | 2014–15        | 29       | 1        | 1             | 0             | 6            | 1            | 36   | 2    |
| Manchester City | 2015–16        | 13       | 0        | 6             | 0             | 3            | 0            | 22   | 0    |
| Manchester City | 2016–17        | 19       | 1        | 5             | 1             | 7            | 0            | 31   | 2    |
| Manchester City | Tổng           | 229      | 8        | 49            | 2             | 54           | 1            | 332  | 11   |
| Tổng sự nghiệp  | Tổng sự nghiệp | 374      | 19       | 56            | 2             | 83           | 1            | 513  | 22   |

¹ Copa del Rey, Supercopa de España, FA Cup, Football League Cup và FA Community Shield.
² Copa Libertadores, Copa Sudamericana, Recopa Sudamericana, UEFA Champions League, UEFA Europa League, UEFA Super Cup và FIFA Club World Cup.

## Danh hiệu

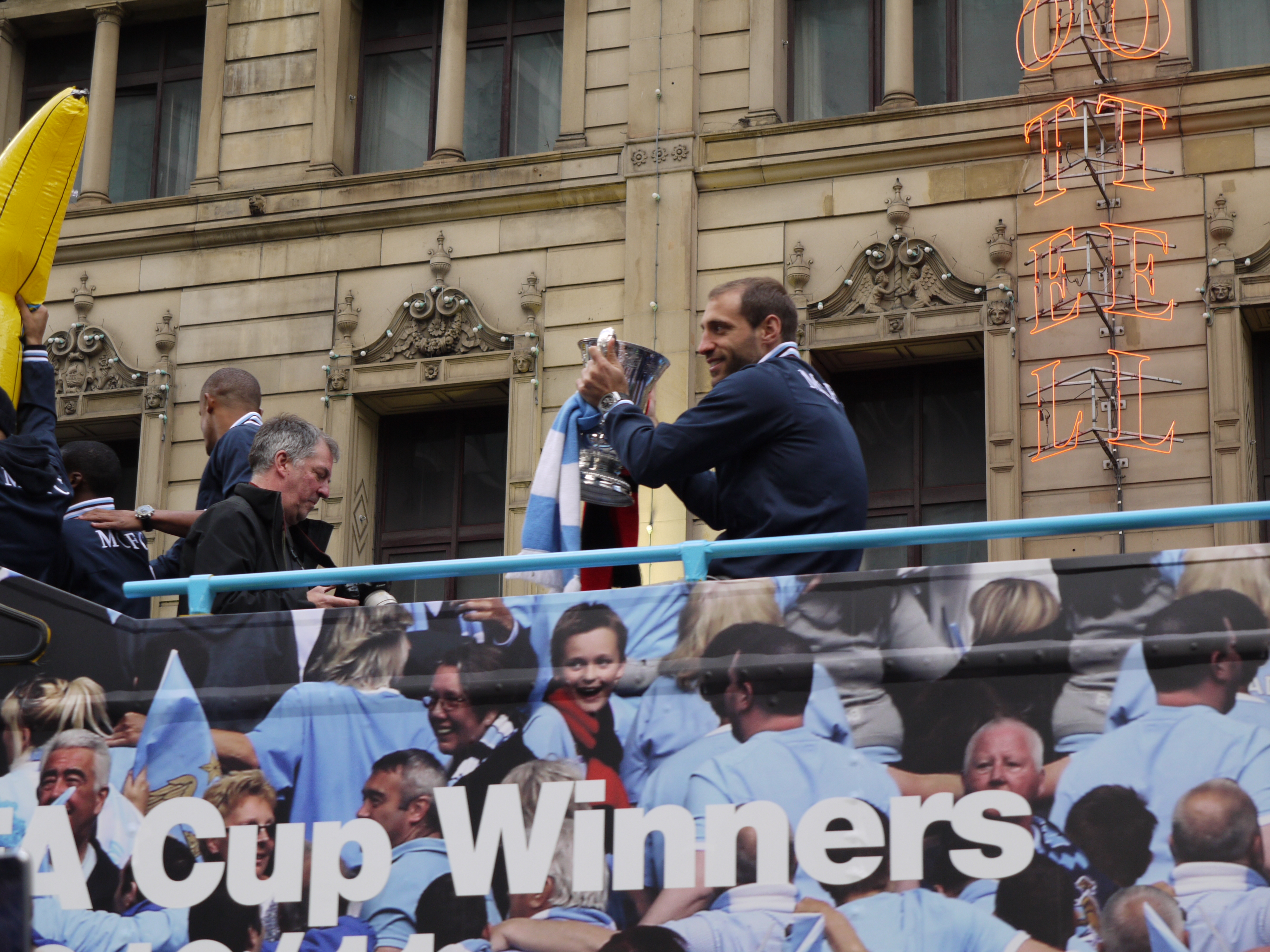
Zabaleta cùng chiếc cúp FA với Manchester City

San Lorenzo de Almagro
- Copa Sudamericana: 2002

RCD Espanyol
- Copa del Rey: 2005–06

Manchester City
- Premier League: 2011–12, 2013–14
- FA Cup: 2010-11
- FA Community Shield: 2012

## Trang liên kết
1. ↑  09.ashx/December 09.pdf "The FA Player Registrations – December 2009" (PDF). The Football Association. Truy cập ngày 11 tháng 1 năm 2010. {{Chú thích web}}: Kiểm tra giá trị |url= (trợ giúp)
2. ↑  "Player Profile: Pablo Zabaleta". Premier League. Bản gốc lưu trữ ngày 1 tháng 5 năm 2013. Truy cập ngày 31 tháng 7 năm 2012.
3. ↑  Ladyman, Ian (ngày 29 tháng 8 năm 2008). "Espanyol's Zabaleta turns down Juventus to join Man City for £6.5m". Daily Mail. London.
4. ↑  Taylor, Daniel (ngày 29 tháng 8 năm 2008). "Zabaleta rejects Juventus in favour of move to 'paradise'". The Guardian. London.
5. ↑  Bevan, Chris (ngày 17 tháng 1 năm 2009). "Man City 1–0 Wigan". BBC. Truy cập ngày 2 tháng 1 năm 2010.
6. ↑  "Fulham 1–4 Manchester City". ESPN Soccernet. ngày 21 tháng 11 năm 2010. Bản gốc lưu trữ ngày 24 tháng 10 năm 2012. Truy cập ngày 6 tháng 4 năm 2013.
7. ↑  "Manchester 4–3 Wolves". ESPN Soccernet. ngày 15 tháng 1 năm 2011. Bản gốc lưu trữ ngày 24 tháng 10 năm 2012. Truy cập ngày 6 tháng 4 năm 2013.
8. ↑  Custis, Shaun. The Sun. London http://www.thesun.co.uk/sol/homepage/sport/football/4313835/Man-City-3-2-QPR-Match-report-pictures-video-highlights.html. {{Chú thích báo}}: |title= trống hay bị thiếu (trợ giúp)
9. ↑  "P. ZABALETA". Soccerway. Bản gốc lưu trữ ngày 21 tháng 10 năm 2015. Truy cập ngày 13 tháng 7 năm 2015.